# 大﨑玲央
大﨑 玲央（おおさき れお、1991年8月7日 - ）は、東京都港区出身のプロサッカー選手。Jリーグ・北海道コンサドーレ札幌所属。ポジションはディフェンダー（センターバック）、ミッドフィールダー（守備的ミッドフィールダー）。

## 来歴
両親の都合で1才からアメリカのハワイで生活していたことがあり、小6まで現地校に通っていた。アメリカ合衆国の永住権（グリーンカード）を所持している。そのため、英語も堪能。
横浜F・マリノスプライマリー、横浜F・マリノスジュニアユースでプレー。公式戦に出場できなったため、高校から横浜FCユースに移ったものの、そこでも試合に出たり出なかったりという状態でユースからトップ昇格の話は全くなかった。
桐蔭横浜大学在学中に横浜FCとザスパクサツ群馬の練習に参加したが、具体的なオファーへと進展せず、Jクラブからのオファーはゼロだった。
2014年にアメリカへと渡り、合同トライアウトで合格し、北米サッカーリーグ（NASL・アメリカ2部）のカロライナ・レイルホークスに加入。
2016年にユース時代を過ごしたJ2の横浜FCに加入。第4節のレノファ山口FC戦（ニッパツ三ツ沢球技場）でJリーグデビューすると、第12節からはセンターバックの位置で先発に定着。シーズン途中に移籍した野上結貴の穴を埋め、31試合に出場した。
2017年、徳島ヴォルティスに完全移籍で加入。
2018年6月21日、J1のヴィッセル神戸に完全移籍で加入。
2019年シーズン途中からはトルステン・フィンクのもと、3-5-2のシステムでは3センターバックの中央で起用され、そのプレーぶりをチームメイトのベルギー代表DFトーマス・フェルマーレンから賛辞を受けた。同年9月28日のJ1第28節・川崎フロンターレ戦でJ1初ゴールをマークした。
2021年シーズンは菊池流帆とフェルマーレンのセンターバックコンビが形成されたこともあり控えに甘んじたが、シーズン途中よりボランチとして起用され、同年9月24日のJ1第30節・清水エスパルス戦では19年シーズン以来となるゴールを挙げた。
2022年シーズンはMFセルジ・サンペール、新加入のMF扇原貴宏、MF橋本拳人らが怪我や調整不良で出遅れたことなどもあり、MF山口蛍とのコンビでボランチとして起用され、レギュラーに定着した。
2023年12月27日、UAEのエミレーツ・クラブに完全移籍で加入。神戸時代の同僚であるアンドレアス・イニエスタと再びチームメイトとなった。同クラブではUAEプレジデントカップのアル・ワスルFC戦に出場。しかし、リーグ戦中断期間中に外国人枠の関係でカップ戦1試合のみで契約解除となり、冬のウインドー内で加入し退団となった。その後は、デンマークのクラブで練習参加し、クラブからも契約の話が出ていたが、登録期間の関係で折り合いがつかなかった。
2024年6月8日、J1・北海道コンサドーレ札幌に練習生として参加した。そして同月21日、同クラブに完全移籍で加入した。

## 所属クラブ
- Powder Edge SC
- 横浜F・マリノスプライマリー
- 横浜F・マリノスジュニアユース
- 横浜FCユース
- 桐蔭横浜大学
- 2014年 - 2015年  カロライナ・レイルホークス（英語版）
- 2016年  横浜FC
- 2017年 - 2018年6月  徳島ヴォルティス
- 2018年6月 - 2023年  ヴィッセル神戸
- 2024年1月 - 同年2月  エミレーツ・クラブ
- 2024年6月 -   北海道コンサドーレ札幌

## 個人成績
| 国内大会個人成績 | 国内大会個人成績 | 国内大会個人成績 | 国内大会個人成績 | 国内大会個人成績 | 国内大会個人成績 | 国内大会個人成績 | 国内大会個人成績 | 国内大会個人成績 | 国内大会個人成績 | 国内大会個人成績 | 国内大会個人成績 |
| 年度             | クラブ           | 背番号           | リーグ           | リーグ戦         | リーグ戦         | リーグ杯         | リーグ杯         | オープン杯       | オープン杯       | 期間通算         | 期間通算         |
| 年度             | クラブ           | 背番号           | リーグ           | 出場             | 得点             | 出場             | 得点             | 出場             | 得点             | 出場             | 得点             |
| アメリカ         | アメリカ         | アメリカ         | アメリカ         | リーグ戦         | リーグ戦         | リーグ杯         | リーグ杯         | USオープン杯     | USオープン杯     | 期間通算         | 期間通算         |
| ---------------- | ---------------- | ---------------- | ---------------- | ---------------- | ---------------- | ---------------- | ---------------- | ---------------- | ---------------- | ---------------- | ---------------- |
| 2014             | カロライナ       | 4                | NASL             | 15               | 1                | -                | -                | -                | -                | 15               | 1                |
| 2015             | カロライナ       | 4                | NASL             | 14               | 2                | -                | -                | -                | -                | 14               | 2                |
| 日本             | 日本             | 日本             | 日本             | リーグ戦         | リーグ戦         | リーグ杯         | リーグ杯         | 天皇杯           | 天皇杯           | 期間通算         | 期間通算         |
| 2016             | 横浜FC           | 21               | J2               | 31               | 1                | -                | -                | 3                | 0                | 34               | 1                |
| 2017             | 徳島             | 3                | J2               | 25               | 0                | -                | -                | 0                | 0                | 25               | 0                |
| 2018             | 徳島             | 3                | J2               | 17               | 0                | -                | -                | -                | -                | 17               | 0                |
| 2018             | 神戸             | 25               | J1               | 17               | 0                | -                | -                | 1                | 0                | 18               | 0                |
| 2019             | 神戸             | 25               | J1               | 31               | 1                | 3                | 0                | 6                | 0                | 40               | 1                |
| 2020             | 神戸             | 25               | J1               | 24               | 0                | 1                | 0                | -                | -                | 25               | 0                |
| 2021             | 神戸             | 25               | J1               | 11               | 1                | 7                | 0                | 0                | 0                | 18               | 1                |
| 2022             | 神戸             | 25               | J1               | 25               | 0                | 2                | 0                | 2                | 0                | 29               | 0                |
| 2023             | 神戸             | 25               | J1               | 21               | 0                | 3                | 0                | 4                | 0                | 28               | 0                |
| UAE              | UAE              | UAE              | UAE              | リーグ戦         | リーグ戦         | リーグ杯         | リーグ杯         | オープン杯       | オープン杯       | 期間通算         | 期間通算         |
| 2023-24          | エミレーツ       | 18               | プロリーグ       | 0                | 0                | -                | -                | 1                | 0                | 1                | 0                |
| 日本             | 日本             | 日本             | 日本             | リーグ戦         | リーグ戦         | リーグ杯         | リーグ杯         | 天皇杯           | 天皇杯           | 期間通算         | 期間通算         |
| 2024             | 札幌             | 25               | J1               | 17               | 0                | 0                | 0                | 0                | 0                | 17               | 0                |
| 2025             | 札幌             | 25               | J2               |                  |                  |                  |                  |                  |                  |                  |                  |
| 通算             | アメリカ         | アメリカ         | NASL             | 29               | 3                | -                | -                | -                | -                | 29               | 3                |
| 通算             | 日本             | 日本             | J1               | 146              | 2                | 16               | 0                | 13               | 0                | 175              | 2                |
| 通算             | 日本             | 日本             | J2               | 75               | 1                | -                | -                | 3                | 0                | 78               | 1                |
| 通算             | UAE              | UAE              | 1部              | 0                | 0                | -                | -                | 1                | 0                | 1                | 0                |
| 総通算           | 総通算           | 総通算           | 総通算           | 250              | 6                | 16               | 0                | 17               | 0                | 283              | 6                |

その他の公式戦
- 2020年
  - FUJI XEROX SUPER CUP 1試合0得点

| 国際大会個人成績 | 国際大会個人成績 | 国際大会個人成績 | 国際大会個人成績 | 国際大会個人成績 |
| 年度             | クラブ           | 背番号           | 出場             | 得点             |
| AFC              | AFC              | AFC              | ACL              | ACL              |
| ---------------- | ---------------- | ---------------- | ---------------- | ---------------- |
| 2020             | 神戸             | 25               | 2                | 0                |
| 2022             | 神戸             | 25               | 6                | 1                |
| 通算             | AFC              | AFC              | 8                | 1                |

## タイトル

### クラブ
ヴィッセル神戸
- 天皇杯 JFA 全日本サッカー選手権大会：1回（2019年）
- FUJI XEROX SUPER CUP：1回 (2020年)
- J1リーグ：1回（2023年）